# Danny Lloyd
Danny Edward Lloyd (Chicago, Illinois, 13 de octubre de 1972) es un profesor y exactor estadounidense, que se dio a conocer como protagonista infantil de la película de terror El resplandor, del director Stanley Kubrick. Danny Torrance, su personaje en la ficción, es un niño con capacidades extrasensoriales que, aislado con su familia en un solitario hotel, es víctima de un padre (interpretado por Jack Nicholson) desquiciado y cada vez más violento.
Lloyd se retiró de la actuación tras participar en la película Will: The Autobiography of G. Gordon Liddy después de varios intentos fallidos durante su adolescencia por conseguir algún papel interesante. Para costearse sus estudios en ciencias se hizo granjero, hasta que finalmente se estableció como profesor de biología en un instituto de Illinois. En 2017, participó en el documental Filmworker, que repasa la figura de Leon Vitali, actor y asistente de realización del director estadounidense.

## Rodaje deEl resplandor

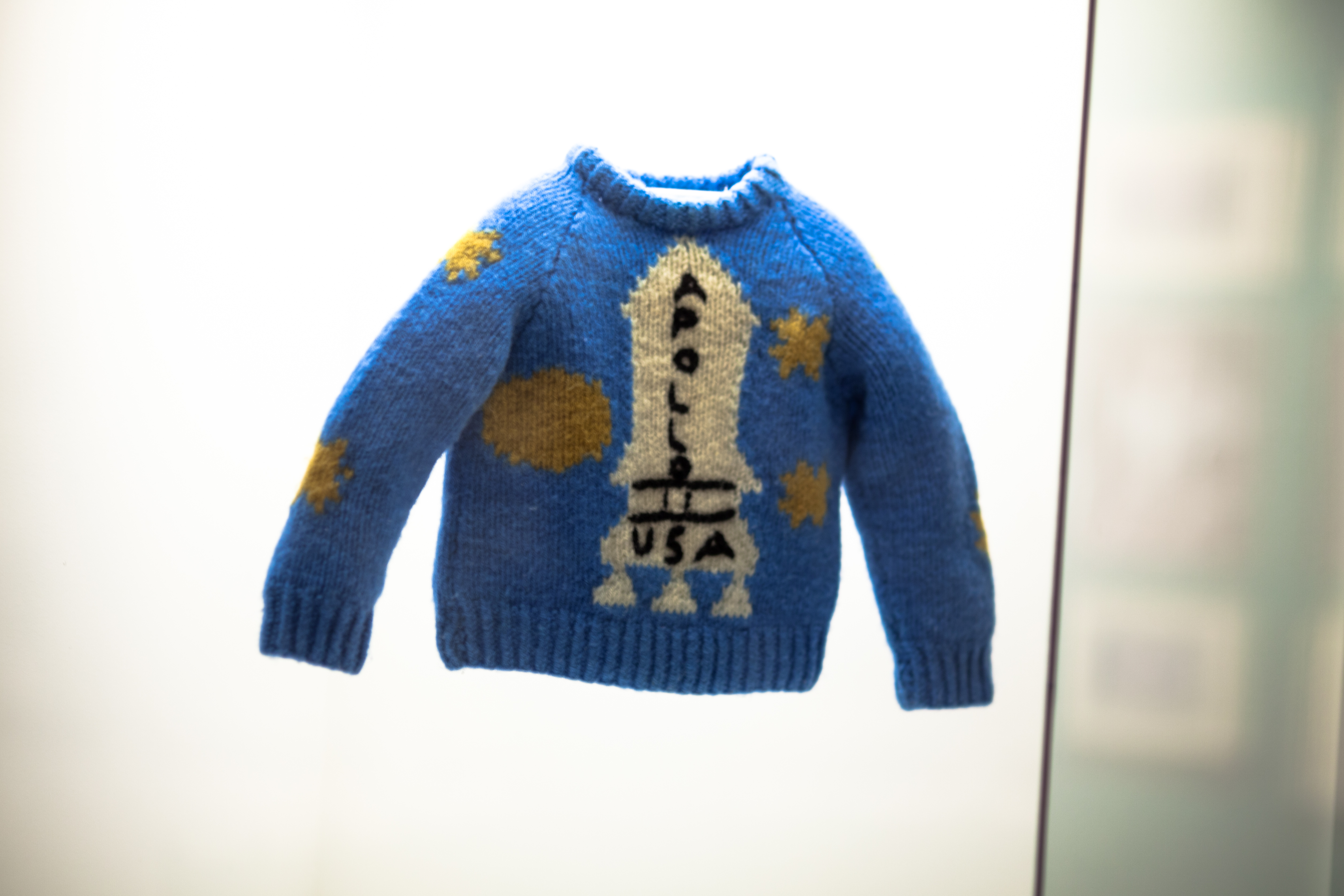
Uno de los suéteres que vistió el joven actor en El resplandor (TIFF).

En una de las escasas entrevistas que ha concedido desde que abandonara su carrera de actor, Lloyd recuerda que estaba celebrando su quinto cumpleaños cuando sonó el teléfono: era alguien del equipo de producción del proyecto de The Shining para comunicarles a sus padres que su hijo era finalmente el elegido para el papel. La idea de presentarlo al casting había sido del padre, que pensaba que el carácter inquieto y los deseos de llamar la atención de su hijo se prestaban a la representación de personajes. A Kubrick, en cambio, lo que más le atrajo de él fue su notable capacidad de concentración.
Durante todo el rodaje, el director se cuidó de proteger al niño de cualquier influencia que pudiera resultarle perturbadora; por eso, hacía que lo apartaran del set durante las escenas más escabrosas, como el asesinato del cocinero Dick Halloran (Scatman Crothers) a manos de su padre en la ficción, y en otras ocasiones jugaba frecuentemente con él y con las gemelas Lisa y Louise Burns. Así, Danny siempre creyó que estaban filmando un drama, no una película de miedo, y veía a Kubrick como un «tío mayor con barba». Durante varios años después del estreno, el director siguió en comunicación con la familia enviando postales por Navidad y telefoneando personalmente para interesarse por los estudios del chico.

## Filmografía
| Año  | Título                                     | Papel                           | Notas     |
| ---- | ------------------------------------------ | ------------------------------- | --------- |
| 1980 | El resplandor                              | Danny Torrance                  |           |
| 1981 | The Howling                                | Niño                            | Telefilme |
| 1982 | Will: The Autobiography of G. Gordon Liddy | Joven Liddy                     | Telefilme |
| 2019 | Doctor Sueño                               | Espectador de juego de baseball | Cameo     |